# Tococa quadrialata
Tococa quadrialata är en tvåhjärtbladig växtart som först beskrevs av Charles Victor Naudin, och fick sitt nu gällande namn av James Francis Macbride. Tococa quadrialata ingår i släktet Tococa och familjen Melastomataceae. Inga underarter finns listade i Catalogue of Life.